# Grimsargh with Brockholes
Grimsargh with Brockholes var en civil parish från 1866 till 1934 då den blev en del av Preston och Grimsargh, i grevskapet Lancashire, i England. Civil parish var belägen 27 km från Blackpool och hade 584 invånare år 1931.